# Lars Ulrich
Lars Ulrich R (dansko: [ˈlɑːs ˈulˀʁek]), dansko ameriški glasbenik, * 26. december 1963, Gentofte, Danska
Najbolj znan je kot bobnar in soustanovitelj ameriške heavy metal skupine Metallica.
Je sin in vnuk teniških igralcev Torbena in Einerja Ulricha. V mladosti je igral tenis in se pri 16 letih preselil v Los Angeles, da bi profesionalno treniral. Vendar pa je Ulrich namesto tenisa začel igrati bobne. Po objavi oglasa v The Recycler je Ulrich spoznal Jamesa Hetfielda in skupaj sta ustanovila Metallico.
Poleg Hetfielda ima Ulrich avtorske zasluge za skoraj vse pesmi skupine. Bil je obraz skupine med polemiko o Napsterju.